# さいだん座イータ星
さいだん座η星（さいだんざイータせい、η Arae、η Ara）は、さいだん座の恒星である。太陽系からはおよそ300光年の距離にあり、見かけの等級は肉眼でみえる3.77等である。

## 特徴
さいだん座η星は、スペクトル型がK5 IIIに分類される橙色巨星で、年齢はおよそ50億年と推定される。質量は太陽の1.12倍程度だが、半径は太陽のおよそ40倍に達するとみられる。自転はとてもゆっくりで、自転速度は1-2km/s程度である。光度は太陽の575倍程度、表面温度は4,147K程度で、橙色のK型星であることと合致する。
さいだん座η星の視線速度は9km/sで、この速さで太陽から遠ざかっている。一方で、さいだん座η星の視線速度は時間によって変動しており、その幅は300m/s近くと、とても大きい。また、視線速度の変化と連動して、彩層の活動も変化する様子が捉えられている。そのため、さいだん座η星には伴星が存在し、その重力によって、視線速度はふらつき、彩層活動が誘発されているのではないかという説もあるが、他に伴星の存在を支持する証拠はなく、単独星とみなされている。

## 名称
中国では、さいだん座η星は龜（拼音: Guī）という星官を、さいだん座ε1星、さいだん座γ星、さいだん座δ星、さいだん座ζ星と共に形成する。さいだん座η星自身は龜四、つまり亀の4番星と呼ばれる。